# IPad 2
iPad 2是苹果公司设计开发并销售的平板電腦，是一個视听媒体，图书、期刊、电影、音乐、游戏和网络内容的平台，大小和重量介于市面上的智能手机和笔记本电脑之间。2011年3月2日上午10点（PST：18点），苹果公司在耶尔巴布埃纳艺术中心（Yerba Buena Center for the Arts）发布这款产品。在iPad 2正式发布前，有许多媒体对它的功能有各种预测。
2011年4月起，蘋果iPad 2已在香港、韓國、新加坡和其他國家發售。
2012年3月7日起，蘋果公司发布「新iPad」，使得iPad 2因而調整售價，不再提供32GB或64GB規格，另在若干地區持續提供16GB機型作為“入門機”。2014年3月，在臺灣地區停售16GB機型的iPad 2。
該設備最初提供三種存儲大小 - 16，32和64GB- 以及兩種不同的連接選項 - 僅限Wi-Fi或Wi-Fi和蜂窩。該設備的每種變體都配有黑色或白色前玻璃面板。然而，在2012年3月發佈第三代iPad時，只有16GB的變體仍然可用。
該產品於2011年3月至5月上市。
該設備從各種博客和出版物中獲得了普遍積極的反響。雖然它因其硬體改進而受到稱讚，例如新的Apple A5晶片，但iPad 2和iOS上的軟體限制總體上引起了各種技術評論員的批評。年第三季度的第一個月銷售良好，售出240萬至260萬台，售出1112萬台。
這是一款受歡迎的產品，其螢幕解析度和性能低於隨後的兩款Retina型號，但更輕巧，電池壽命更長，直到2014年3月，它作為入門級iPad型號在蘋果陣容中保持了三年，後來悄無聲地升級到A5處理器的晶元縮小版本。它的基本設計形成了第一款iPad mini的核心，該iPad mini具有相同的螢幕圖元數和類似的功能，尺寸較小。
最初隨iOS 4一起發貨 ，隨著iOS 9的發佈，iPad 2成為唯一一款接收了六個主要版本的 iOS 的設備。它一直保持著這種區別，直到iPhone 5S ，iPad Air和iPad Mini 2發佈了iOS 12 。這後來被iPad Air 2超越，從iOS 8到iPadOS 15一共支援八個主要版本的iOS。

## 歷史
Apple於2011年2月23日向記者發出邀請，邀請他們參加3月2日的媒體活動。3月2日，首席執行官史蒂夫·賈伯斯（Steve Jobs）在耶爾巴·布埃納藝術中心（Yerba Buena Center for the Arts）揭幕了這款設備，儘管他正在休病假。在iPad發佈後，最初的iPad已停止在線銷售和蘋果授權零售店的銷售。
蘋果於3月11日開始在其網站上銷售iPad 2，並於當地時間下午5點在其美國零售店銷售。紐約等主要城市的許多商店在數小時內就售罄。在線運輸延遲在周日增加到三到四周，到週二增加到四到五周。
iPad 2於2011年3月25日在其他25個國家/地區發佈。這些國家包括澳大利亞、奧地利、比利時、加拿大、捷克共和國、丹麥、芬蘭、法國、德國、希臘、冰島、義大利、愛爾蘭、匈牙利、盧森堡、墨西哥、荷蘭、紐西蘭、挪威、波蘭、葡萄牙、西班牙、瑞典、瑞士和聯合王國。
2011年4月29日，由於2011年3月11日襲擊日本的地震和海嘯，日本的發佈日期被推遲。iPad被推遲，因為iPad中使用的NAND快閃記憶體晶片是由東芝創建的，它受到地震和海嘯的影響，導致無限期暫停運營。經濟放緩導致分析師下調了蘋果股票的評級。
iPad 2後來於2011年4月29日在香港，印度，韓國，新加坡，菲律賓，馬來西亞和包括日本在內的其他國家發佈。隨後在包括中國大陸、愛沙尼亞、泰國、巴西、俄羅斯和台灣在內的眾多其他國家和地區發行，分別於5月6日和27日兩個主要上映。
32和64GB型號於2012年3月7日推出第三代iPad後停產。16GB Wi-Fi和16GB Wi-Fi + 3G型號已於2014年3月18日停產。

## 特點

### 硬體
iPad 2加入了前置和后置的鏡頭，使用它们可以与iPhone 4、四代iPod touch和Mac（需要Mac OS X 10.6.6或以上版本的系统）进行FaceTime影片聊天。iPad 2使用了名为Apple A5的双核处理器，这使得iPad 2的运算速度为前一代的2倍，而图形性能为前一代的9倍。iPad 2同时支持CDMA2000和GSM/UMTS两种3G网路制式。iPad 2比前一代薄33%，而且比iPhone 4也要薄；同时，iPad 2比前一代轻15%。
iPad 2有一個25W·h的可充電鋰離子聚合物電池可以持續10個小時，就像原來的iPad一樣。它通過 USB或隨附的10W、2A電源適配器充電。電池厚度為2.5毫米，比原來小59%，並且有三個電池而不是兩個電池。這些改進允許省略注塑成型的塑料支撐框架。10W USB電源適配器的功率是傳統USB埠的4倍。平板電腦的音訊回應頻率為20Hz至20kHz。如果沒有第三方軟體，它可以播放以下音訊格式：HE-AAC，AAC，受保護的AAC，MP3，MP3 VBR，Audible格式（2，3，4，AEA，AAX和AAX +），ALAC，AIFF和WAV。
修改後的平板電腦增加了前置和後置攝像頭，允許與其他iPad 2，第三代iPad，iPhone 4和4S，第四代iPod Touch和Macintosh電腦（運行Mac OS X 10.6.6或更高版本，帶有網路攝像頭）進行FaceTime視頻通話。0.3 MP前置攝像頭可拍攝VGA品質的30幀/秒視頻和VGA質量的靜態照片。 0.7 MP後置攝像頭可以以30幀/秒的速度拍攝720p高清視頻，並具有5×倍數碼變焦。兩張照片均以4：3全屏寬高比拍攝。後置攝像頭以16：9寬屏拍攝視頻以匹配720p標準，儘管在錄製過程中螢幕上僅顯示錄製的中央4：3部分。前置攝像頭以4：3拍攝。
Apple A5晶片的處理速度翻了一番，圖形處理速度比以前的iPad快九倍。然而，由各種第三方新聞來源和技術博客進行的基準測試和硬體評估表明，這些說法被誇大了。Anandtech進行的基準評估顯示，iPad 2的GPU僅比原版iPad快3倍。iOSnoops在iPad 2上進行的CPU基準測試表明，與原來的iPad相比，性能提高了66%。
iPad 2的3G版本為在CDMA網路上使用裝置的客戶提供CDMA2000支援，或為在GSM/UMTS網路上使用該設備的客戶提供GSM/UMTS支援。iPad Wi-Fi + 3G型號包括一個A-GPS接收器，用於跟蹤使用者的位置。此外，iPad 2 3G型號在背面頂部包括一個塑膠帽狀帶，用於3G天線。麥克風的金屬格柵被3G型號上的匹配塑膠黑色格柵取代。iPad的GSM機型使用SIM卡，而CDMA機型使用ESN連接到蜂窩網路。
該設備比原來的iPad輕15%，薄33%。它比iPhone 4薄0.5毫米版本為1.33磅（600克）。 GSM和CDMA版本（在美國分別稱為AT&T和Verizon版本）由於GSM和CDMA蜂窩無線電之間的質量差異而重量略有不同，GSM型號為1.35磅（612克），CDMA型號為1.34磅（608克）。iPad 2的尺寸也小於原來的iPad，僅為9.50英寸×7.31英寸×0.34英寸（241.2毫米×185.7毫米×8.8毫米而原始iPad的尺寸為9.56英寸×7.47英寸×0.5英寸（242.8毫米×189毫米7×13.4毫米）。
在第三代iPad發佈和發佈後，繼續可供購買的iPad 2獲得了硬體升級。iPad 2的升級版本具有較小版本的Apple A5 SoC，能夠減少電池消耗。Anandtech得出的結論是，升級后的變體能夠持續至少一個半小時，具體取決於在設備上執行的任務。該設備 加熱到的最高溫度也低於原來的iPad 2，同一組織進行的測試顯示，升級后的變體在執行密集型任務時能夠以低1度的速度運行。 根據Anandtech的說法，這兩種變體之間的性能差異可以忽略不計。

### 軟體
2011年3月下旬，iPad 2與iOS一起發佈，主要引入了Airplay鏡像和家庭共用等功能。2011年10月12日，在iPhone 4S發佈後，iPad可升級到iOS 5固件更新，為iOS相容設備帶來了200多種新的使用者功能，包括通知中心，iMessage，提醒和更新的通知系統，使用新的“橫幅樣式”而不是以前使用的彈出式“警報”樣式。
默認情況下，iPad 2附帶多個應用程式，包括Safari，郵件，照片，視頻，音樂，iTunes（商店），地圖，便笺，日曆，照相亭和聯繫人。Store也可以作為預設應用程式使用，它使用戶能夠從包含800000個應用程式的資料庫中下載這些應用程式的價格由開發人員設定。與所有iOS設備一樣，iPad 2可以使用iTunes將音樂，視頻，應用程式和照片與Mac或PC同步，儘管使用iOS 5及更高版本時，使用者不必將iPad連接到計算機。還允許使用者透過互聯網備份資料並將其與其他相容的iOS設備同步。Game Center在iOS上可作為原生社交遊戲平臺使用，通過App Store下載啟用了此功能的遊戲能夠將其所有iOS設備上的成就點數，高分和獎金系統集成到單個累積積分和社交平臺中。平板電腦並非設計用於通過蜂窩網路撥打電話，但使用者可以使用有線耳機或內置揚聲器和麥克風，並使用VoIP應用程式通過Wi-Fi或蜂窩網路撥打電話。
iPad 2還增加了運行GarageBand，iMovie和iWork應用程式Pages，Keynote和Numbers的功能。 應用程式不是iPad附帶的，而是蘋果在App Store中銷售的官方應用程式。2012年3月7日，在第三代iPad亮相后，iPad 2的固件可升級到iOS 5.1。索尼高管斯科特·羅德（Scott Rohde）將iPad描述為"偽裝成可以在商業工作場所使用的設備的遊戲機
2012年9月19日，在iPhone 5發佈近一周後，iOS 6在眾多iOS設備上發佈，包括iPad 2和iPhone 4S。，在iOS 6上，並非所有功能都可以在iPad 2上使用。該軟體升級可作為無線（OTA）更新包下載，並包含兩百個新功能，包括由Apple設計的名為Apple Maps的地圖軟體，一個"時鐘"應用程式，該應用程式具有計時器，秒錶和鬧鐘，以及Facebook集成以及其他新功能和調整。
iPad 2與iOS 7相容，iOS 7於2013年9月18日發布。但是，某些功能不可用。例如，與iPhone 4一樣，通知中心和控制中心在後來的iOS型號中使用透明樣式而不是半透明樣式。此外，AirDrop，最初在iOS 7中發佈，僅受iPad 4或更高版本的支援。
iPad 2可以運行iOS 8，該版本於2014年9月17日發佈，使其成為第一款運行五個主要iOS版本（包括iOS 4，5，6，7和8）的iOS設備。操作系統在設備上運行，但由於硬體相對老化，其大多數新功能都無法正常工作，因此其性能有限。使用者在收到更新後還報告了許多問題，包括輔助功能和電池相關問題。許多用戶推測，iPad 2將與iPhone 4一起從更新到iOS 8，與iPhone 3GS和iPod Touch（第四代）及更早型號發生的過程相同，考慮到該型號已有3年多的歷史。
2015年6月8日，在蘋果的WWDC上確認iPad 2將運行iOS 9，使其成為第一款運行六個主要版本的iOS的iOS設備。然而，與之前的版本一樣，iPad 2上的許多主要功能都不可用，包括預測性Siri，半透明效果，分視圖，滑動和畫中畫多任務處理以及Health應用程式9據說具有性能改進，可能有助於老化設備更流暢地運行，初步測試表明它沒有顯著影響可用空間。其他基於A5的設備也將運行iOS 9，包括iPhone 4S（五個主要iOS版本），iPad Mini（四個主要iOS版本）和iPod Touch 5G（四個主要iOS版本）。
2016年6月13日，隨著iOS 10的發佈，蘋果因其硬體和性能問題而放棄了對iPad 2的支援。其繼任者和iPad Mini（第1代）也是如此，使iOS 9.3.5（Wi-Fi）或iOS 9.3.6（Wi-Fi + Cellular）成為將在設備上運行的最終版本。

#### 「Broadpwn」漏洞
iPad 2是容易受到「Broadpwn」漏洞影響的眾多電腦和行動裝置之一，該漏洞於2017年7月公佈。蘋果迅速發佈了iOS 10的更新來解決這個問題，但從未針對iOS 9或更早版本的 iOS 發佈修復程式。 因此，與iOS 10不相容的舊蘋果設備（包括iPad 2）無限期地容易受到攻擊。這引起了人們對使用該漏洞的潛在廣泛攻擊的擔憂，特別是在iPad 2集中部署的位置，例如某些小學和中學。

#### 2019年GPS翻轉更新
2019年7月22日，蘋果發佈了適用於iPad 2的CDMA型號的iOS 9.3.6，以解決GPS周數翻轉引起的問題。這些問題會影響GPS位置的準確性，並將設備的日期和時間設置為不正確的值阻止連接到HTTPS伺服器，從而阻止Apple的啟動伺服器，iCloud和iTunes以及App Store。WiFi型號和GSM型號不受翻轉的影響，因為WiFi型號缺少GPS晶元組，而GSM型號使用不同的晶元組。

### 音频
iPad 2本身只配备了单声道喇叭。但是，如果和Apple Digital AV Adapter连接，可以输出杜比5.1声道环绕声。它的音域为20赫兹到20000赫兹。

### 规格
| 型号                                 | 型号                                 | iPad                                                                                                | iPad 2                                                                                              |
| ------------------------------------ | ------------------------------------ | --------------------------------------------------------------------------------------------------- | --------------------------------------------------------------------------------------------------- |
| 发布日期                             | 发布日期                             | 2010年1月27日                                                                                       | 2011年3月2日                                                                                        |
| 发售日期                             | 发售日期                             | 2010年4月3日（Wi-Fi model） 2010年4月30日（3G model）                                               | 2011年3月11日（美国） 2011年3月25日（美國以外）                                                     |
| 停产日期                             | 停产日期                             | 2011年3月2日                                                                                        | 32及64GB版本：2012年3月7日 16GB版本：2014年3月                                                      |
| 屏幕                                 | 屏幕                                 | 9.7英寸（25）多点触控显示屏，分辨率为1024 × 768 像素，以LED作为背光，而且屏幕上具有耐指纹抗刮涂层。 | 9.7英寸（25）多点触控显示屏，分辨率为1024 × 768 像素，以LED作为背光，而且屏幕上具有耐指纹抗刮涂层。 |
| 处理器                               | 处理器                               | 1GHz Apple A4芯片 PowerVR SGX535 GPU                                                                | 1GHz（动态调控）双核心 Apple A5 PowerVR SGX543MP                                                    |
| 内存                                 | 内存                                 | 256MB LPDDR                                                                                         | 512MB Dual-Channel LPDDR2                                                                           |
| 容量                                 | 容量                                 | 16、32或者64 GB                                                                                     | 16、32或者64 GB                                                                                     |
| 无线网络                             | Wi-Fi                                | Wi-Fi（802.11a/b/g/n）、蓝牙2.1+EDR                                                                 | Wi-Fi（802.11a/b/g/n）、蓝牙2.1+EDR                                                                 |
| 无线网络                             | Wi-Fi+3G                             | HSDPA和EDGE                                                                                         | HSDPA和EDGE                                                                                         |
| 定位                                 | Wi-Fi                                | Wi-Fi/苹果位置数据库                                                                                | Wi-Fi/苹果位置数据库                                                                                |
| 定位                                 | Wi-Fi+3G                             | AGPS、苹果数据库、和蜂窝网络                                                                        | AGPS、苹果数据库、和蜂窝网络                                                                        |
| 环境传感器                           | 环境传感器                           | 加速计、光感应器和磁力计                                                                            | 加速计、光感应器、磁力计及陀螺仪                                                                    |
| 操作系统                             | 操作系统                             | iOS 3.2 最終可升級至iOS 5.1.1                                                                       | iOS 4.3 可升級至iOS 9.3.5(3G版本為9.3.6（页面存档备份，存于）)                                      |
| 内置不可拆卸的可充电鋰離子聚合物電池 | 内置不可拆卸的可充电鋰離子聚合物電池 | 3.75 V 24.8 W·h (6613 mA·h)                                                                         | 3.8 V 25 W·h (6579 mA·h)                                                                            |
| 内置不可拆卸的可充电鋰離子聚合物電池 | 内置不可拆卸的可充电鋰離子聚合物電池 | 10小时(Wi-Fi)、9小时(3G) 10小时视频播放、140小时音乐播放、 1个月待机)                               | |
| 重量                                 | 重量                                 | 680 g（1.50磅）（Wi-Fi model） 730 g（1.61磅）（WiFi+3G）                                           | 601 g（1.325磅）（Wi-Fi model） 613 g（1.351磅）（GSM 3G） 607 g（1.338磅）（CDMA 3G）              |
| 尺寸                                 | 尺寸                                 | 9.56英寸（243 mm）x7.47英寸（190 mm）x0.528英寸（13.4 mm）                                          | 9.5英寸（240 mm）x7.31英寸（186 mm）x0.346英寸（8.8 mm）                                            |
| 机械按键                             | 机械按键                             | Home键、锁定键、音量调节键和侧边自定义开关（在iOS4.3後可自定义为锁定屏幕转动或实现静音）            | Home键、锁定键、音量调节键和侧边自定义开关（在iOS4.3後可自定义为锁定屏幕转动或实现静音）            |
| 摄像头                               | 后置                                 | 不適用                                                                                              | 720p高清摄像头，带有5倍数字变焦                                                                     |
| 摄像头                               | 前置                                 | 不適用                                                                                              | VGA级别摄像头                                                                                       |
| 音频解码器                           | 音频解码器                           | Cirrus Logic CS42L61                                                                                | Cirrus Logic CS42L63                                                                                |
| 材质                                 | 材质                                 | 铝制、塑料                                                                                          | 铝制、塑料                                                                                          |
| 颜色                                 | 颜色                                 | 黑色                                                                                                | 黑色、白色                                                                                          |

## 價格

### 香港
| 型號              | 16 GB                | 32 GB                | 64 GB                |
| ----------------- | -------------------- | -------------------- | -------------------- |
| iPad 2 Wi-Fi      | HK$ 3,088(HK$ 3,888) | HK$ 3,888(HK$ 4,688) | HK$ 4,688(HK$ 5,488) |
| iPad 2 Wi-Fi + 3G | HK$ 3,988(HK$ 4,888) | HK$ 4,888(HK$ 5,688) | HK$ 5,688(HK$ 6,488) |

### 臺灣
| 型號            | 16 GB                  | 32 GB                  | 64 GB                  |
| --------------- | ---------------------- | ---------------------- | ---------------------- |
| iPad 2 Wi-Fi    | TWD$12,500(TWD$15,500) | TWD$15,500(TWD$18,500) | TWD$18,500(TWD$21,500) |
| iPad 2 Wi-Fi+3G | TWD$16,500(TWD$19,500) | TWD$19,500(TWD$22,500) | TWD$22,500(TWD$25,500) |

### 中国大陆
| 型號              | 16 GB                | 32 GB                | 64 GB                |
| ----------------- | -------------------- | -------------------- | -------------------- |
| iPad 2 Wi-Fi      | RMB 2,988(RMB 3,688) | RMB 3,688(RMB 4,488) | RMB 4,488(RMB 5,288) |
| iPad 2 Wi-Fi + 3G | RMB 3,988(RMB 4,688) | RMB 4,688(RMB 5,488) | RMB 5,488(RMB 6,288) |

### 美国
| 型號            | 16 GB            | 32 GB            | 64 GB            |
| --------------- | ---------------- | ---------------- | ---------------- |
| iPad 2 Wi-Fi    | USD$399(USD$499) | USD$499(USD$599) | USD$599(USD$699) |
| iPad 2 Wi-Fi+3G | USD$529(USD$629) | USD$629(USD$729) | USD$729(USD$829) |

### 英国
| 型號            | 16 GB   | 32 GB   | 64 GB   |
| --------------- | ------- | ------- | ------- |
| iPad 2 Wi-Fi    | GBP£399 | GBP£479 | GBP£559 |
| iPad 2 Wi-Fi+3G | GBP£499 | GBP£579 | GBP£659 |

### 
| 型號            | 16 GB       | 32 GB       | 64 GB         |
| --------------- | ----------- | ----------- | ------------- |
| iPad 2 Wi-Fi    | WON₩640,000 | WON₩770,000 | WON₩890,000   |
| iPad 2 Wi-Fi+3G | WON₩790,000 | WON₩920,000 | WON₩1,039,000 |

## iPad 时间线
|  |